# Aikidótechnikák

Az aikidótechnikákra szokás vaza (技; waza, japán szó, jelentése: jártasság, képesség) néven is hivatkozni. Az aikidó gyakorlása során a gyakorló vezeti és irányítja a partnerét, miközben  a békés, építő jellegű konfliktuskezelésre törekszik. Az alapelv szerint összhangba kell hozni a testet, a lelket, valamint az energiát. Ezt felhasználva a gyakorló képes mozdulatait egyesíteni a partnere mozgásával.

## Gyakorlás
Az aikidó gyakorlása főként páros helyzetben zajlik. Az egyik fél az uke (受け; akin a technikát végrehajtják) támadást indít technika végrehajtója a tori (取り; aki végrehajtja a technikát) felé. Ez történhet állóhelyzetben (tacsi-vaza), térdelő ülésben úgynevezett szeizában (szuvari-vaza; ilyenkor mindkét gyakorló ebben a pozícióban van), valamint oly módon, hogy támadó állóhelyzetből támad a szeizában ülő védekezőre (hanmi-handacsi-vaza).  A technika végrehajtása és befogadása, az aikidó alapvető eleme. A torinak meg kell tanulni a támadó mozgásába becsatlakozni és az energiáját kontrollálni. Az ukénak mindeközben nyugodtságot és rugalmasságot kell gyakorolnia egy egyensúlyát elvesztett állapotban. Az uke folyamatosan törekszik az egyensúlyának visszanyerésére valamint a rések (szabadon hagyott testfelületek) megszüntetésére. Miközben a tori mindvégig próbálja őt ebben a kibillentett állapotban tartani. Haladóbb gyakorlásnál, az uke alkalmazhat visszafordító technikát, úgynevezett kaesi-vazát (返し技; kaeshi-waza).
Az ukemi a technika befogadására utal. Ezalatt az uke mozgása értendő. Beleértve a gurulást vagy az esést.  Az esés fontos része az aikidónak, biztonságos módja az amúgy pusztító erejű dobás vagy gurítás fogadásának. Ami után az uke megállás nélkül tud visszatérni támadó pozíciójába.  Az ukemi akkor jó, ha az uke aktív részese a technikának. Ugyanolyan figyelmet kíván tőle a végrehajtás mint a toritól. A két gyakorló egymást segítve hajtja végre a technikát, céljuk a fejlődés. A tori, figyel, hogy ne okozzon sérülést partnerének. Ugyanakkor a technikát elszenvedő uke nem helyezheti magát kényelembe, segítenie kell a végrehajtást. Méghozzá az ukemi sérülés nélküli elvégzésével. A tori figyelembe veszi partnere képességeit, a környezetét (többi gyakorlót körülötte, falat, tatamit), valamint ha fegyveres támadásról van szó a fegyvert is. Majd e szerint alkalmazza az adott technikát. Az uke pedig olyan erővel és sebességgel támad ami a partnere szintjének megfelelő.
A fegyveres gyakorlás képezi a másik fő részét az aikidónak. A következő, fából készült fegyverek használatosak edzésen: bokken, dzsó (bot) valamint a tantó. Fegyverrel való támadás ellen pusztakezes, valamint fegyveres védekező technikák is vannak.

## Támadások

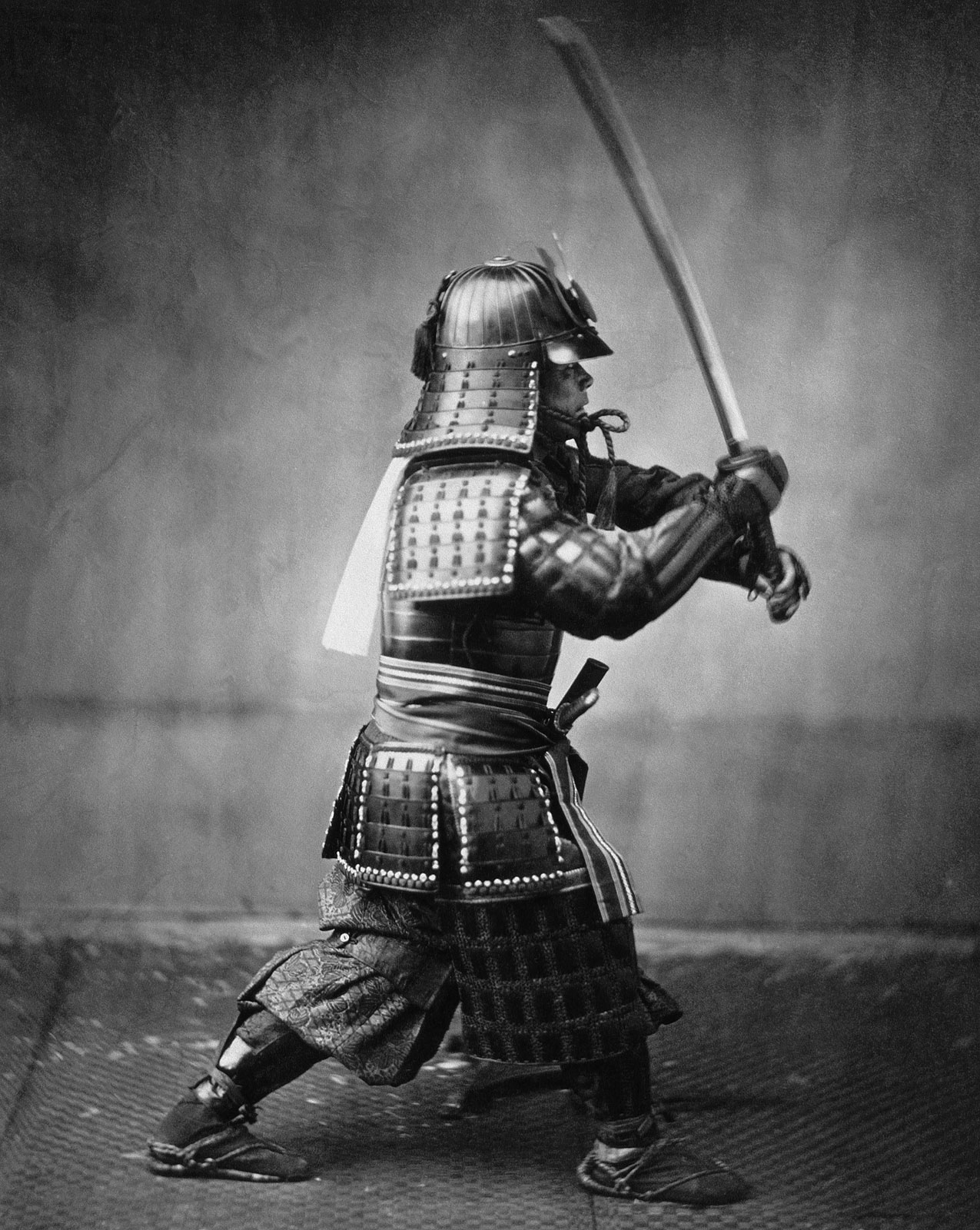
A legtöbb ütés visszavezethető karddal történő vágásra

Mivel az aikidó technikák főként támadás elleni védekezésről szólnak, a pontos gyakorlás érdekében a gyakorlóknak meg kell tanulniuk különböző támadásokat bevinni. Annak ellenére, hogy ezek a támadások nem kapnak akkora hangsúlyt, mint az ütéseken és rúgásokon alapuló más harcművészeteknél, fontos, hogy tényleges támadás érzését keltsék. Ezzel segítve a technika helyes valamint hatásos végrehajtását. 
A támadás lehet fogás, ütés, vágás és rúgás. Azonban a rúgások általában haladóbb szinten jelennek meg. Ennek oka, hogy rúgásból hátra esni nagyobb gyakorlatot igényel, valamint főleg a magas rúgás ritka támadás volt Japánban.
Néhány alapvető támadás:
- sómen-ucsi (正面打ち shōmen uchi) – Egyenes, függőleges (fentről lefele irányú) ütés a fejre. Edzésen általában homlokra irányul az ütés, de veszélyesebb verzió ha az orrnyeregre célozzák.
- jokomen-ucsi (横面打ち yokomen uchi) – Halántékra vagy nyakra tartó átlós ütés.
- csudán-cuki – Test ütés, pontosabban mellkast célzó ütés.
- kátáte-dori (片手取り katate-dori) – Csukló fogás egy kézzel
- rióte-dori (両手取り ryōte-dori) – A támadó két kézzel, a védekező két csuklóját fogja
- usiro-rióte-dori (後ろ両手取り ushiro ryōtedori) – Hátulról két kéz fogása

Az aikidóban számtalan előre kidolgozott technika és annak variációi alkalmazhatóak támadások esetén. Ezek pontos megtanulása és megértése elengedhetetlen az aikidó alapelveinek megértésében. Ez vezet később oda, hogy a kötött formákat elhagyva szabad gyakorlást (dzsiju-vaza) is elsajátítsa a gyakorló.

## Fordítás
Ez a szócikk részben vagy egészben  az   Aikido_techniques című angol Wikipédia-szócikk ezen változatának fordításán alapul.  Az eredeti cikk szerkesztőit annak laptörténete sorolja fel. Ez a jelzés csupán a megfogalmazás eredetét és a szerzői jogokat jelzi, nem szolgál a cikkben szereplő információk forrásmegjelöléseként.

### Könyvek
- Kósa Tibor – Gáspár László: AIKIDO: Út a test és lélek harmóniájához. Budapest, Sport Kiadó, 1990. ISBN 963 253 632 0
- Tamura Noboyusi: Az AIKIDO átadása és etikettje . Budapest, Szenzár Kiadó, 2005. ISBN 963 85971 7 8

## További információ
- Aikikai vizsgaanyag